# برزوا پد برادلم
برزوا پد برادلم (به آلمانی: Birkenhain) یک شهرک با جمعیت ۵٬۴۴۷ نفر که در Myjava District، اسلواکی واقع شده‌است.